# Csillagorrú vakond
A csillagorrú vakond (Condylura cristata) az emlősök (Mammalia) osztályának Eulipotyphla rendjébe, ezen belül a vakondfélék (Talpidae) családjába tartozó csillagos vakondok (Condylurini) nemzetség és Condylura nem egyetlen faja.

## Előfordulása
Az Amerikai Egyesült Államok északkeleti államaiban és Kanada délkeleti partvidékén honos.

## Alfajai
- Condylura cristata cristata Linnaeus, 1758
- Condylura cristata nigra Smith, 1940

## Megjelenése
Nevét különleges, előrenyúló orráról kapta, amit mindkét oldalt 11 darab - néhány centiméter hosszú - rózsaszín csápocska keretez: ezek az emlősök világának legérzékenyebb tapogatói (közülük mindkét oldalon van egy, a többinél kisebb, de még azoknál is érzékenyebb csáp). A tapintásérzékelő egységek az Eimer-szerveknek nevezett kis dudorok. Egy-egy csápon legalább négy idegrost vezet az Eimer-szervektől az agyba: a különlegesen érzékeny csápnak hét ilyen rostja van. A csápok külön-külön, illetve csoportokban is mozgathatók. A fej-testhossza 132-230 milliméter és testtömege 40-85 gramm.

## Életmódja
Amellett, hogy nagy ásólábaival más vakondok módjára járatokat ás és azokban férgeket fog, meglehetősen jól úszik is, és a vízben megszerezhető táplálékot is kedveli. Járatait gyakran a folyópartokon mélyíti. Egyéb vakondoknál jóval gyakrabban merészkedik ki a felszínre, ahol ugyancsak a nedves, vizenyős helyeket kedveli.

## További információk

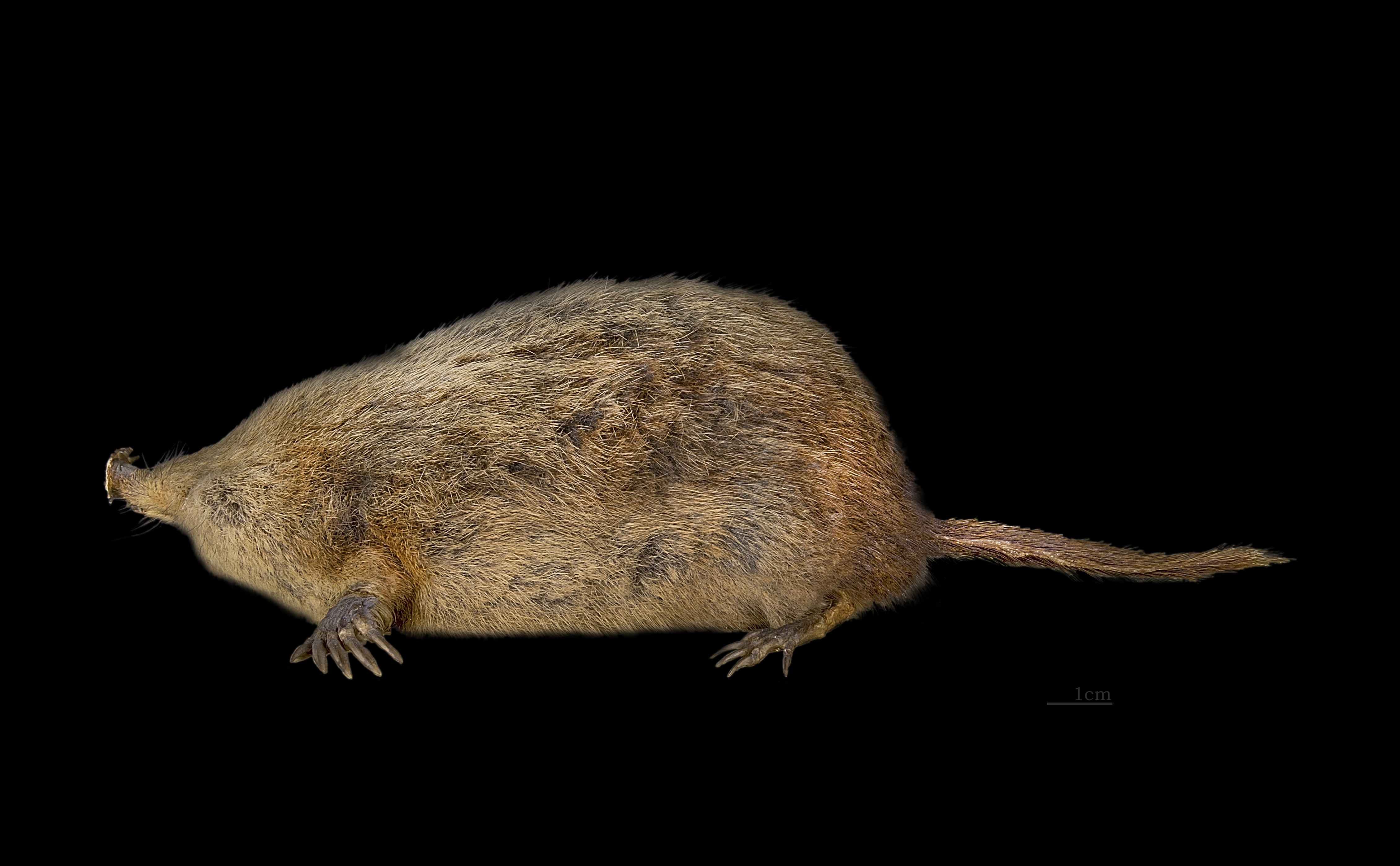
Kitömött példány

## Szaporodása
Az ivarérettséget 10 hónapos korban éri el. A párzási időszak márciustól májusig tart. Évente egyszer ellik a nőstény. A vemhesség körülbelül 45 napig tart, ennek végén 2-7 utód jön a világra. A kicsik április és június között születnek, és 1-1,5 gramm tömegűek. Orruk hegyén már megtalálhatók a tapogatóik. Háromhetesen önállóvá válnak.